# Lubuk Pakam Tiga
Lubuk Pakam Tiga is een bestuurslaag in het regentschap Deli Serdang van de provincie Noord-Sumatra, Indonesië. Lubuk Pakam Tiga telt 4203 inwoners (volkstelling 2010).